# Сабайя (фильм)
Сабайя — документальный фильм, снятый в 2020 году[уточнить] и рассказывающий о работе добровольцев по поиску езидок, похищенных представителями организации ИГИЛ. Премьера фильма состоялась на кинофестивале «Сандэнс» 30 января 2021 года. Фильм стал победителем конкурса документальных фильмов 43го ММКФ.

## Сюжет
По сюжету фильма, женщин-езидок, у многих из которых сторонники ИГИЛ, убили отцов и братьев, разыскивают волонтёры, выстраивая сеть осведомительниц. Группа людей отправляется в сирийский лагерь на Ближнем Востоке, чтобы рискуя жизнью спасти женщин, которых ИГИЛ удерживает как сексуальных рабынь. «Сабайя» - «девочки», в данном контексте «девки» с которыми позволено делать всё, что захочется.

## Критика
По мнению Константина Чалого «кажется, что Хирори очень хочется сделать неигровой триллер, кино о не выдуманном выслеживании, операциях, погонях. Сопротивление материала неизбежно обращает эти попытки в сумбур, фиксация происходящего побеждает любой изначальный замысел. Дотошность автора и обыденная смелость его героев производит неизгладимое впечатление. Уклад общества езидов, во многом традиционный, предполагает, что девушки могут вернуться в семью, но без детей, рождённых после пережитого насилия со стороны ИГИЛовцев»
Некоторые критики находят в документальном фильме ассоциации с «Войной» Балабанова, и считают его самым антифеминистским фильмом феминизируемого кинофестиваля.